# Front Kaukaski (II radziecki)
Front Kaukaski (ros. Кавка́зский фро́нт) – związek operacyjno-strategiczny Armii Czerwonej o kompetencjach administracyjnych i operacyjnych na południowym terytorium ZSRR, działający podczas wojny z Niemcami w czasie II wojny światowej.
Utworzony 30 grudnia 1941 z przemianowania Frontu Zakaukaskiego. Dowódcą frontu był gen. por. Dmitrij Kozłow. Front przeprowadził operację kerczeńsko-teodezyjską.
28 stycznia 1942 przemianowany na Front Krymski.

## Struktura organizacyjna
- 44 Armia
- 51 Armia[1].